# Thuiaria excepticea
Thuiaria excepticea är en nässeldjursart som beskrevs av Fenyuk 1947. Thuiaria excepticea ingår i släktet Thuiaria och familjen Sertulariidae. Inga underarter finns listade i Catalogue of Life.